# Локоть Анатолій Євгенович
Анатолій Євгенович Локоть (рос. Анатолий Евгеньевич Локоть; 18 січня 1959, Новосибірськ) — російський політик мер Новосибірська (2014—2024).
У 1981 році закінчив кафедру фізики та техніки Новосибірського державного технічного університету.
Він є членом Комуністичної партії Російської Федерації, раніше був членом Державної думи.
Він був обраний у квітні 2014 року з приблизно 44 % голосів. Він несподівано вузько переміг кандидата «Єдина Росія», об'єднавши основну частину опозиційних сил.
Під час виборів у вересні 2019 року Анатолій був переобраний на посаду міського голови, маючи понад 50 % голосів.